# Franz Josef Geil
Franz Josef Geil (* 4. Mai 1907 in Oberlahnstein; † 9. Oktober 1948 ebenda) war ein deutscher Politiker (Zentrum, CDP/CDU).

## Leben
Geil machte eine Ausbildung bei CS Schmidt in Niederlahnstein. Danach erwarb er die Unterprimarreife am Gymnasium Oberlahnstein und wurde Volontär bei CS Schmidt. Im Selbststudium erwarb er Kenntnisse der Buchhaltung, Bilanz und Steuertätigkeit. 1933 arbeitete er bei der Stadtkasse Oberlahnstein. Aus politischen Gründen wurde er nach der Machtergreifung der Nationalsozialisten entlassen. Danach war er bei der Koblenzer Briefumschlagfabrik Meyer tätig. Nach der Arisierung der Firma war er arbeitslos. Nach dem Zweiten Weltkrieg arbeitete er wieder bei der Stadtverwaltung Oberlahnstein.

## Politik
Vor 1933 war er Vorsitzender der Zentrumsjugend in Oberlahnstein und Bezirksvorsitzender im Windthorstbund. 1945 saß er für das frühere Zentrum im Beirat der Stadt Oberlahnstein und wurde kommissarischer Bürgermeister von Lahnstein. Er war 1946 einer der Mitbegründer der CDP (später CDU) Oberlahnstein. Ab 1945 war er Bürgermeister von Lahnstein und ab 1948 Amtsbürgermeister von Gerolstein. 1948 war er Teilnehmer der Rittersturzkonferenz. 
Für die CDU war er 1946/47 Mitglied der Beratenden Landesversammlung.